# Antônio de Oliveira
Antônio de Oliveira (* 30. Juni 1874 in Sorocaba; † 20. Jahrhundert) war ein brasilianischer Schriftsteller des späten Naturalismus.
Oliveira war einer der Mitbegründer der Academia Paulista de Letras (APL), deren „cadeira 25“ er besetzte.
Sein bekanntestes Werk ist O Urso: romance de costumes paulistas von 1901, das 1976 durch die Academia Paulista de Letras neu herausgegeben wurde.